# Dolina Javorinka
Dolina Javorinka nebo Dolina javorinského potoka, lidově Javorinka (polsky Dolina Jaworzynka Bielska, německy Kleines Urental, maďarsky Juharvölgy), je dolina dlouhá přibližně 2 km v Belianských Tatrách 

## Poloha
Nevychází z hlavního hřebene Belianských Tater. Začíná u Gáflovky (1626 m n. m.), směřuje na jihovýchod a končí v Dolině Bielej ve výši 870 m n. m. při Ždiaru. Charakter doliny tvoří ramena, která vycházejí z Gáflovky. Z východní strany je to severovýchodní rameno, které končí v zalesněné Javorince. Na východě je Dolina pod Košiare. Druhé rameno prochází Gáflovkou a pokračuje skalnatým hřebenem na Velký Grúň (1446 m n. m.). Jeho hřbet pak směřuje na začátku na sever a pak se stáčí na severovýchod do ústí doliny. Na západ od hřbetu je Dolina Kempy.

## Potok
Pod Gáflovkou na konci Velkého žlabu pramení Javorinský potok.

## Turistika
Do doliny nevedou turistické trasy. Dolina je přísnou přírodní rezervací TANAPu.